# Ilattia stigmatula
Ilattia stigmatula là một loài bướm đêm trong họ Noctuidae.